# Military Bowl 2018
Match précédent Match suivant
Le Military Bowl 2018 est un match de football américain de niveau universitaire joué après la saison régulière, le 31 décembre 2018 au Navy-Marine Corps Memorial Stadium de Annapolis dans l'État du Maryland aux États-Unis.
Il s'agit de la 11e édition du Military Bowl.
Le match met en présence l'équipe des Bearcats de Cincinnati issue de la American Athletic Conference et l'équipe des Hokies de Virginia Tech issue de l'Atlantic Coast Conference.
Il débute à midi locales et est retransmis à la télévision par ESPN.
Sponsorisé par la société by Northrop Grumman, le match est officiellement dénommé le Military Bowl 2018 by Northrop Grumman.
Cincinnati gagne le match sur le score de 35 à 31.

## Présentation du match
| Équipes | Conférences | Entraîneurs        | Stats. saison rég. | Classements avant le bowl CFP-AP-Coaches |
| --- | ----------- | ------------------ | ------------------ | ---------------------------------------- |
| Bearcats de Cincinnati                                                                                      | AAC         | Luke Fickell (en)  | 10 - 02            | NC                                       |
| Hokies de Virginia Tech                                                                                     | AcC         | Justin Fuente (en) | 60 - 06            | NC                                       |
| Arbitre : Kevin Hassell (Mountain West) Équipe donnée favorite par les bookmakers : Cincinnati par 5 points |             |                    |                    |                                          |

Il s'agit de la 12e première rencontre entre ces deux équipes, Virginia Tech menant les statistiques avec 6 victoires contre 5 pour Cincinnati.
C'est la seconde fois que ces équipes se rencontrent à l'occasion du Military Bowl, Virginia Tech ayant remporté l'édition 2014, 33 à 17.

### Bearcats de Cincinnati
Avec un bilan global en saison régulière de 10 victoires et 2 défaites (en matchs de conférence), Cincinnati est éligible et accepte l'invitation pour participer au Military Bowl de 2018.
Ils terminent 3e de la East Division de la American Athletic Conference derrière #11 UCF et Temple.
À  l'issue de la saison 2018 (bowl compris), ils seront classés #24 au classement AP et #23 au classement Coaches, le classement CFP n'étant pas republié après les bowls.
Ils jouent leur 26e bowl consécutif depuis l'Independence Bowl 1993. Il s'agit de leur deuxième apparition au Military Bowl.

### Hokies de Virginia Tech
Avec un bilan global en saison régulière de 6 victoires et 2 défaites (6-2 en matchs de conférence), Cincinnati est éligible et accepte l'invitation pour participer au Military Bowl de 2018.
Ils terminent 5e de la Coastal Division de l'Atlantic Coast Conference derrière Pittsburgh, Georgia Tech, Miami et Virginia.
À l'issue de la saison 2018, ils n'apparaissent pas dans les classements CFP, AP et Coaches.
Il s'agit de leur 2e participation au Military Bowl.

## Résumé du match
Résumé et photo sur la page du site francophone The Blue Pennant.
Début du match à 12 h 02, fin à 15 h 47 pour une durée totale de jeu de 03 h 45 min.
Températures de 8 °C, vent de SE de 10 à 24 km/h, averses et pluie.
| QT            | Temps         | Drive         | Drive         | Drive         | Équipe        | Description de l'action | Score | Score |
| ------------- | ------------- | ------------- | ------------- | ------------- | ------------- | --- | ----- | ----- |
| QT            | Temps         | Jeux          | Yards         | TDP           | Équipe        | Description de l'action | CIN   | VT    |
| 1             | 10:22         | 10            | 63            | 04:38         | VT            | TD de 21 yards par WR Eric Kumah après réception d'une passe de QB Ryan Willis + 1 point de conversion par K Brian Johnson                     | 0     | 7     |
| 1             | 07:46         | 6             | 75            | 02:36         | CIN           | TD de 38 yards par RB Charles McClelland après réception d'une passe de QB Desmond Ridder + 1 point de conversion par K Ryan Jones ki          | 7     | 7     |
| 2             | 11:22         | 7             | 50            | 03:31         | CIN           | TD à la suite d'un fumble provoqué par RB Michael Warren et reconvert en end-zone par WR Kahlil Lewis + 1 point de conversion par K Ryan Jones | 14    | 7     |
| 2             | 07:04         | 12            | 84            | 04:18         | VT            | TD à la suite d'une course de 1 yard par RB Steven Peoples + 1 point de conversion par K Brian Johnson                                         | 14    | 14    |
| 3             | 10:21         | 8             | 69            | 03:43         | VT            | FG de 28 yards par K Brian Johnson | 14    | 17    |
| 3             | 09:16         | 6             | 65            | 01:05         | CIN           | TD à la suite d'une course de 40 yards par RB Michael Warren II + 1 point de conversion par K Ryan Jones                                       | 21    | 17    |
| 3             | 01:52         | 14            | 72            | 04:13         | VT            | TD de 2 yards par TE Chris Cunningham après réception d'une passe de QB Ryan Willis + 1 point de conversion par K Brian Johnson                | 21    | 24    |
| 4             | 12:44         | 10            | 75            | 04:18         | CIN           | TD à la suite d'une course de 19 yards par QB Hayden Moore + 1 point de conversion par K Ryan Jones                                            | 28    | 24    |
| 4             | 10:32         | 4             | 45            | 02:12         | VT            | TD à la suite d'une course de 5 yards par QB Ryan Willis + 1 point de conversion par K Brian Johnson                                           | 28    | 31    |
| 4             | 01:29         | 5             | 64            | 02:16         | CIN           | TD à la suite d'une course de 8 yards par RB Michael Warren II + 1 point de conversion par K Ryan Jones                                        | 35    | 31    |
| Score final : | Score final : | Score final : | Score final : | Score final : | Score final : | Score final : | 35    | 31    |

## Statistiques
| Nom               | Équipe                 | Poste        |
| ----------------- | ---------------------- | ------------ |
| Michael Warren II | Bearcats de Cincinnati | running back |

| Statistiques                           | Bearcats de Cincinnati                             | Hokies de Virginia Tech                          |
| -------------------------------------- | -------------------------------------------------- | ------------------------------------------------ |
| 1er down                               | 23                                                 | 24                                               |
| 1er down à la course                   | 13                                                 | 10                                               |
| 1er down à la passe                    | 8                                                  | 9                                                |
| 1er down suite pénalité                | 2                                                  | 5                                                |
| Conversion de 3e down                  | 6/13                                               | 6/14                                             |
| Conversion de 4e down                  | 1/1                                                | 1/2                                              |
| Jeux–yards                             | 68 jeux pour 462 yards                             | 76 jeux pour 443 yards                           |
| Yards à la course                      | 36 courses pour 256 yards (moy.= 7.1 yards/course) | 45 courses pour 224 yards (moy.= 5 yards/course) |
| Yards à la passe                       | 206                                                | 2019                                             |
| Passes : Réussies-Tentées-Interceptées | 15/32 passes complétées, 1 interception            | 20/31 passes complétées, 1 interception          |
| Réussite en zone rouge/chances         | 3/3                                                | 4/5                                              |
| TD                                     | 5                                                  | 4                                                |
| Field Goals                            | 0/0                                                | 1/2                                              |
| Sacks (Nombre-Yards)                   | 1 pour 1 yards adverses perdus                     | -                                                |
| Fumbles (Nombre/Perdus)                | 3/0                                                | 1/1                                              |
| Pénalités (Nombre/Yards perdus)        | 13 pour 96 yards perdus                            | 10 pour 92 yards perdus                          |
| Temps de possession                    | 28:55                                              | 31:05                                            |

| Bearcats de Cincinnati  |                    |                                                                        |
| Quarterback             | Hayden Moore (en)  | 11/25 passes complétées, 120 yards, 1 interception, 0 TD, 0 sack subi  |
| Meilleur coureur        | Michael Warren II  | 20 courses pour 166 yards nets gagnés, 2 TDs                           |
| Meilleur receveur       | Charles McClelland | 2 réceptions pour 47 yards gagnés, 1 TD                                |
| Meilleur tackler        | Clements Malik     | 15 tacles dont 6 en solo, 1½ TFL (6 yards)                             |
| Hokies de Virginia Tech |                    |                                                                        |
| Quarterback             | Ryan Willis (en)   | 20/31 passes complétées, 219 yards, 1 interception, 2 TDs, 1 sack subi |
| Meilleur coureur        | Deshawn McClease   | 13 courses pour 102 yards nets gagnés, 0 TD                            |
| Meilleur receveur       | Damon Hazelton     | 6 réceptions pour 57 yards gagnés, 0 TD                                |
| Meilleur tackler        | Floyd Reggie       | 8 tacles dont 4 en solo                                                |